# Daimler Dingo
Pour les articles homonymes, voir Dingo.
 (avril 2018).
La Daimler Scout Car, plus connue en service comme le Daimler Dingo (en référence au chien sauvage australien Dingo), est un véhicule de reconnaissance rapide faiblement blindé tout-terrain britannique de la Seconde Guerre mondiale. Il servit également aux liaisons et aux transmissions.

## Histoire

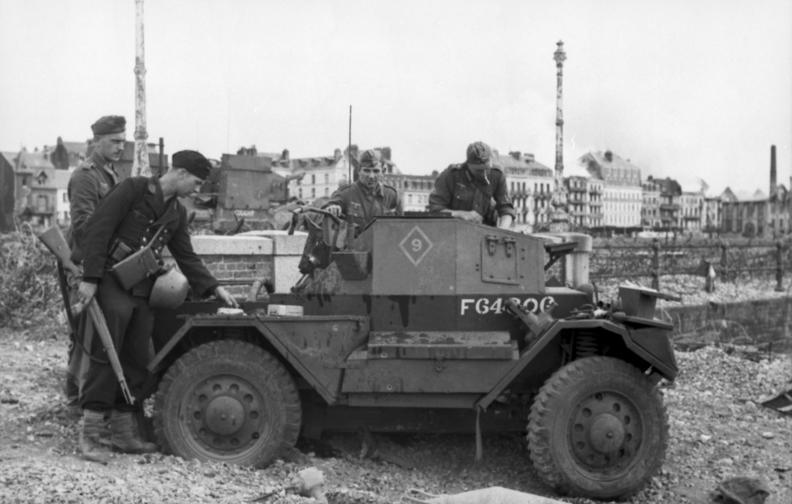
Des soldats allemands inspectent un Dingo de l'armée canadienne, abandonné sur les plages de Dieppe pendant l'opération Jubilee d'août 1942.

En 1938, le War Office publie une directive relative aux véhicules de reconnaissance. Parmi les prototypes soumis par Alvis, BSA et Morris, celui de BSA est retenu. La production est confiée à Daimler, constructeur de véhicules au sein du groupe BSA. Le véhicule reçoit pour appellation officielle Daimler Scout Car, mais il devient bientôt connu sous le nom de Dingo, nom du prototype proposé par Alvis.
Le Dingo est une voiture blindée pour deux membres d'équipage. Il est plutôt bien protégé relativement à sa petite taille, avec 30 mm de blindage au maximum, sur l'avant de la caisse. Le moteur se trouve à l'arrière. L'une des innovations du Dingo est sa boîte de vitesses : un présélecteur de vitesse - de type boîte Wilson - et un joint de transmission hydraulique offrent cinq vitesses dans les deux directions. La première version du Dingo (Mark I) disposait de quatre roues directionnelles ; cette fonctionnalité disparaît sur le Mark II, les conducteurs inexpérimentés trouvant le véhicule difficile à contrôler.
Bien que le Dingo dispose d'une plaque sous le châssis, destinée à lui permettre de glisser sur des surfaces inégales, il reste extrêmement vulnérable face aux mines. Le véhicule n'embarque pas de roue de secours, rendue inutile par l'usage de pneus anti-crevaison (presque pleins) en caoutchouc au lieu de pneumatiques. Malgré ces pneus en dur, la suspension indépendante rend la conduite plutôt confortable. Un siège rotatif, à côté du siège du pilote, permet à son équipier d'utiliser la radio type Wireless Set No. 19 ou l'arme en place (un BREN la plupart du temps). Le moteur est relativement discret, et la silhouette est basse, ce qui constitue des avantages dans les missions de reconnaissance allouées au véhicule.

## Usage opérationnel
Le Dingo connaît son baptême du feu au sein du corps expéditionnaire britannique (1st Armoured Division et 4th Northumberland Fusiliers) lors de la bataille de France. L'expérience est si concluante qu'il n'a pas été question de remplacer le Dingo avant 1952, année d'arrivée de son successeur le Daimler Ferret. Au milieu des années 1970, le Dingo était toujours en service à Chypre, au Portugal (Auto-Metralhadora-Daimler 4 x 4 Mod.F/64 armée de FM Madsen) et au Sri Lanka.

## Production

### Versions
Au fil du temps, cinq versions ont été produites, présentant pour la plupart des variations minimes par rapport à la version de base. 6 626 véhicules ont été produits entre 1939 et 1945.
- Mk I - Version de base, avec quatre roues directionnelles et toit coulissant.
  - Mk IA - Toit pliant.
  - Mk IB - Ventilateur moteur retourné.
- Mk II - Roues avant directionnelles.
- Mk III - Moteur étanche, pas de toit.

### Copies
Lynx Scout Car
Le Lynx Scout Car a été produit par Ford Canada à Windsor, en Ontario. Le Lynx est constitué d'une caisse semblable à celle du Dingo, montée sur un châssis à quatre roues motrices et motorisation arrière. Bien que le moteur soit plus puissant que celui du Dingo, la boîte de vitesses et les suspensions sont de moindre qualité. 3 255 exemplaires sortent des lignes d'assemblage, entrant en service vers 1943.
- Mk I.
- Mk II - Châssis renforcé, pas de toit.

Autoblinda Lince
Un autre clone du Dingo, l'Autoblinda Lince, est développé par Lancia en Italie. En 1943-1944, 129 unités sont produites. Elles sont employées par l'Allemagne nazie et la République de Salò.

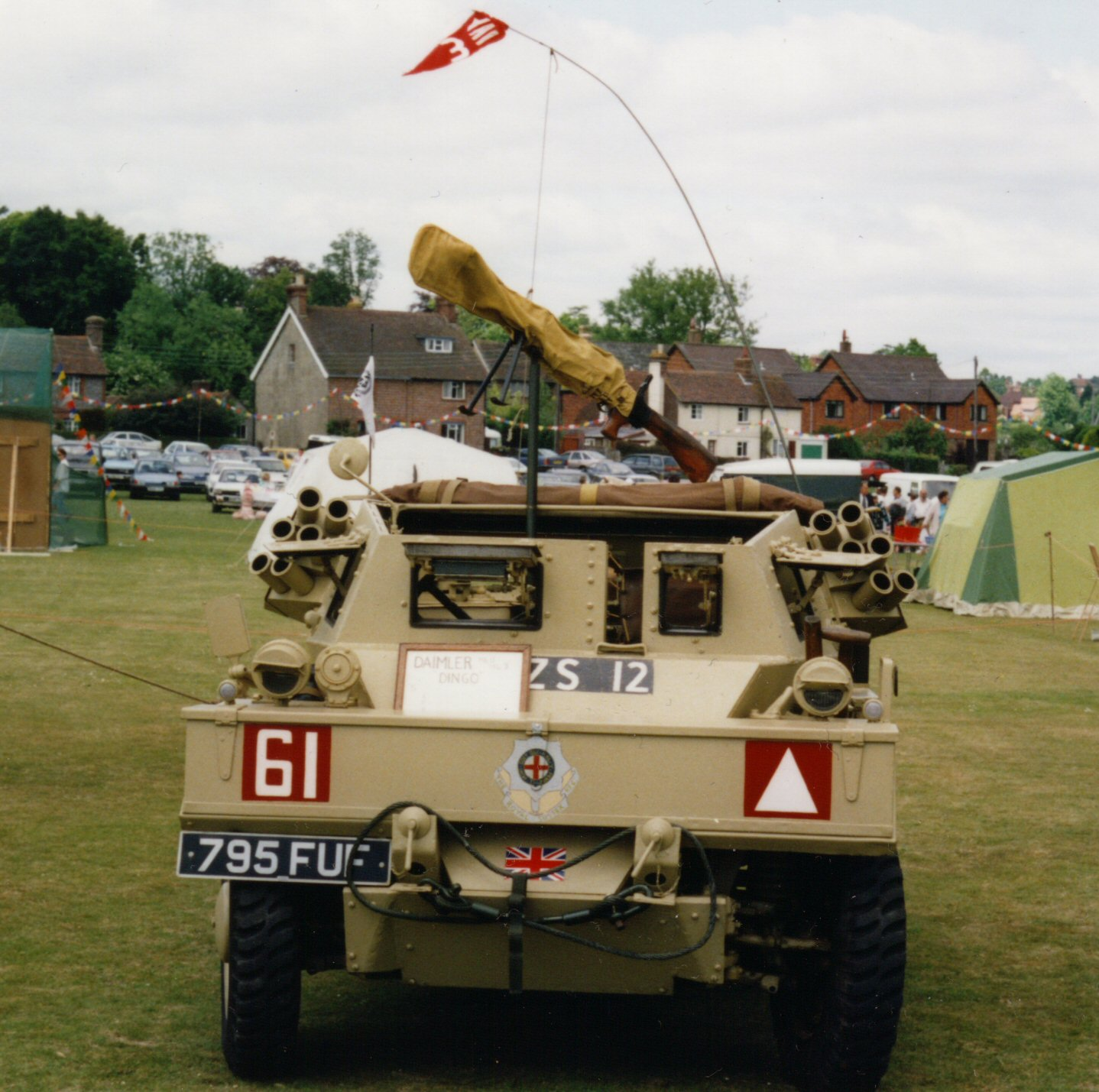
Daimler Dingo lors d'un rassemblement.
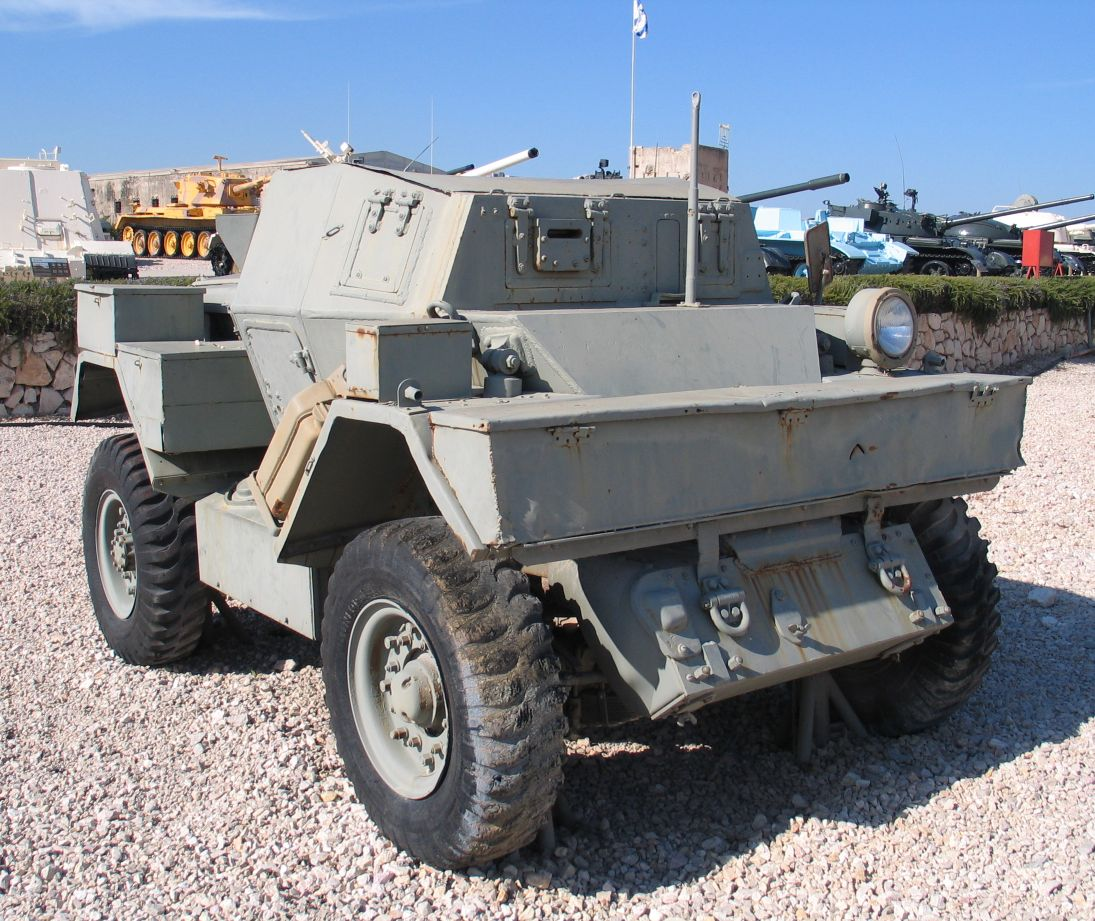
Ford Lynx Mk I scout car au musée Yad La-Shiryon, en Israël.
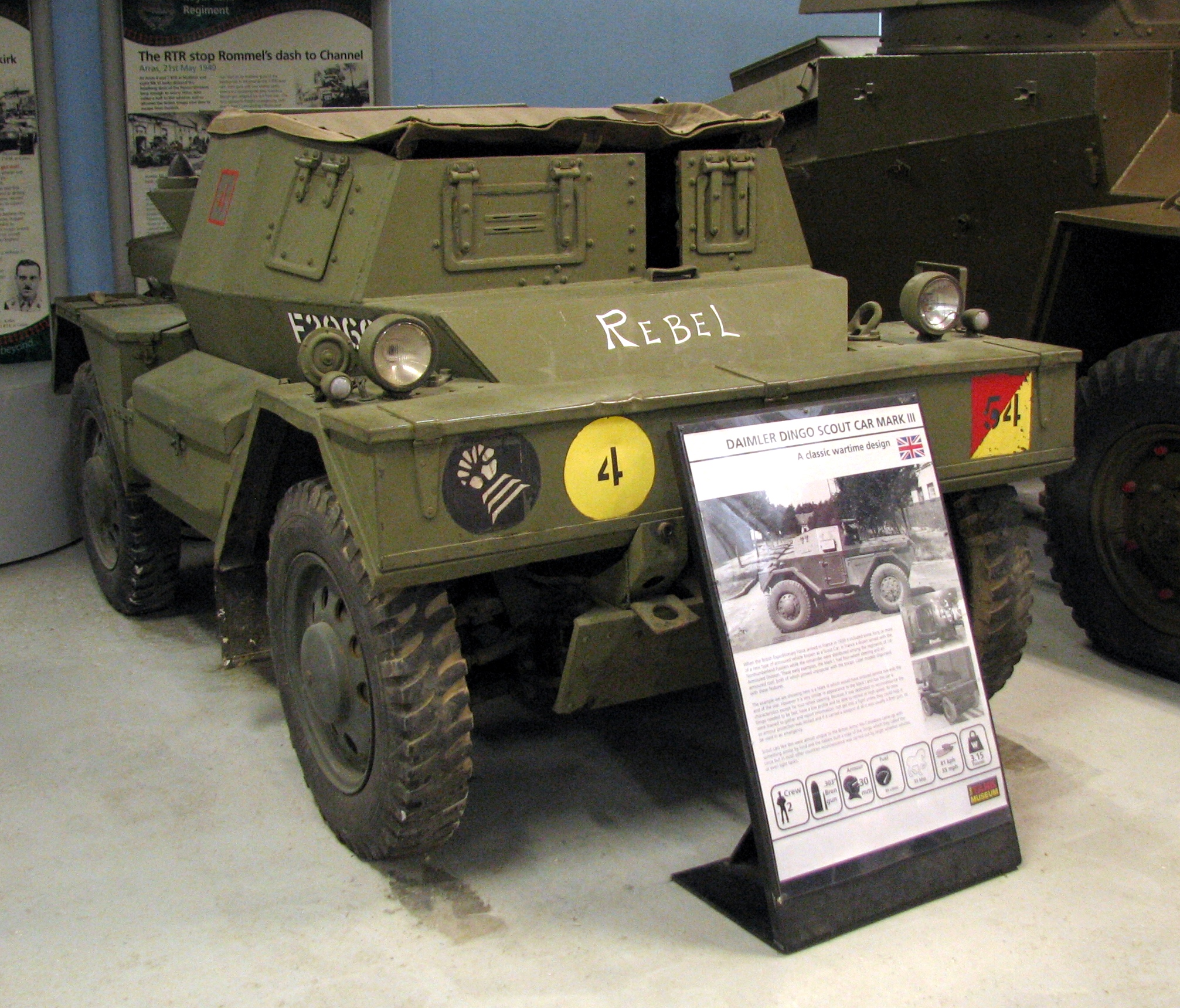
Dingo au Musée des blindés de Bovington, Royaume-Uni.